# Ayoub Bassel
Ayoub Bassel, född 29 september 1996, är en marockansk taekwondoutövare. 

## Karriär

### 2017–2019
I juni 2017 tävlade Bassel i +87 kg-klassen vid VM i Muju, där han blev utslagen i sextondelsfinalen av azeriske Radik Isajev. I maj 2018 vid afrikanska mästerskapen i Agadir tog Bassel silver i +87 kg-klassen efter en finalförlust mot gabonesiske Anthony Obame.
I maj 2019 tävlade Bassel i +87 kg-klassen vid VM i Manchester, där han blev utslagen i sextondelsfinalen av brasilianske Maicon Siqueira. I augusti 2019 tävlade Bassel i +87 kg-klassen vid afrikanska spelen i Rabat, men förlorade i kvartsfinalen mot egyptiske Abdelrahman Darwish.

### 2021–2023
I juni 2021 tog Bassel silver i +87 kg-klassen vid afrikanska mästerskapen i Dakar efter en finalförlust mot nigeriske Abdoul Issoufou. I juli 2022 tog han silver i +80 kg-klassen vid medelhavsspelen i Oran efter en finalförlust mot kroatiske Ivan Šapina. Samma månad tog Bassel guld i +87 kg-klassen vid afrikanska mästerskapen i Kigali efter att ha besegrat nigerianske Benjamin Okuomose i finalen. I augusti 2022 tog han silver i +87 kg-klassen vid Islamic Solidarity Games i Konya efter en finalförlust mot iranske Alireza Nadalian. I november 2022 tävlade Bassel i +87 kg-klassen vid VM i Guadalajara, där han blev utslagen i sextondelsfinalen av ukrainske Andrii Harbar.
I maj 2023 tävlade Bassel i +87 kg-klassen vid VM i Baku, där han blev utslagen i kvartsfinalen av ivorianske Cheick Sallah Cissé. I november 2023 försvarade Bassel sitt guld i +87 kg-klassen vid afrikanska mästerskapen i Abidjan efter att ha besegrat ivorianske Mederic Angaman i finalen.

### 2024–
I februari 2024 vid den afrikanska OS-kvalturneringen i Dakar förlorade Elasbi i +80 kg-klassen mot nigeriske Abdoul Issoufou. Följande månad tog han brons i +87 kg-klassen vid afrikanska spelen i Accra. Bassel var även en del av Marockos lag som tog guld i den mixade lagtävlingen.